# Ухруск
Ухруск (пол. Uhrusk) — деревня в Влодавском повете Люблинского воеводства Польши. Входит в состав гмины Воля-Ухруска. Находится примерно в 28 км к югу от центра города Влодава. По данным переписи 2011 года, в деревне проживало 554 человека.
В 1975—1998 годах деревня входила в состав Хелмского воеводства.

## Население
Демографическая структура по состоянию на 31 марта 2011 года:
|         | Всего | До трудоспособного возраста | Трудоспособного возраста | Старше трудоспособного возраста |
| ------- | ----- | --------------------------- | ------------------------ | ------------------------------- |
| Мужчины | 280   | 46                          | 212                      | 22                              |
| Женщины | 274   | 44                          | 173                      | 57                              |
| Всего   | 554   | 90                          | 385                      | 79                              |